# Collare (animali)
Un collare è un dispositivo che si mette al collo degli animali per attaccarvi il guinzaglio, i finimenti o una medaglietta di riconoscimento. Alcuni tipi di collare possono essere usati a scopo medico o a scopo di studio.

## Cani

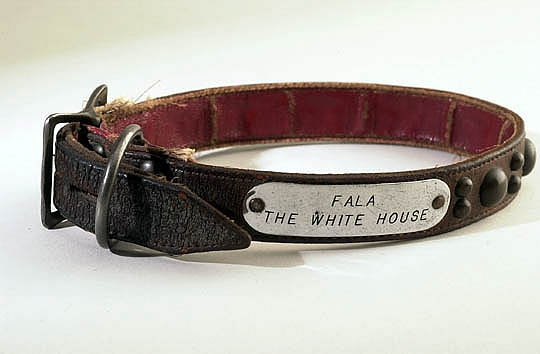
collare per cani

I collari per cani sono fabbricati in cuoio, nylon e meno frequentemente in metallo. Si usano per attaccarvi il guinzaglio, accessorio necessario per controllare l’animale che potrebbe scappare. In alternativa al guinzaglio può essere usata la pettorina, che non richiede il collare perché viene legata attorno alla vita dell’animale. Al collare può essere attaccata anche una medaglietta di riconoscimento. Il collare può essere munito anche di catarifrangente o di luci fisse o lampeggianti, allo scopo di rendere l'animale visibile al buio. Un tipo particolare di collare per cani è il vreccale, usato per proteggere i cani da guardiania dall’attacco dei lupi. I collari possono essere usati anche a scopo ornamentale: alcuni sono dotati di borchie, altri sono molto colorati. Alcuni tipi di collare possono essere usati a scopi medici, come i collari antiparassitari (che contengono un nastro impregnato di sostanze ad azione insetticida o repellente in grado di uccidere o tenere lontane pulci e zecche) e il collare elisabettiano, usato per impedire all’animale di leccarsi ferite, medicazioni o punti di sutura.

## Gatti
I collari per i gatti sono più sottili di quelli usati per i cani. Il loro uso è superfluo per gli animali da appartamento, mentre è consigliato per i gatti che hanno la possibilità di uscire da soli, in modo che vi si possa attaccare una medaglietta di riconoscimento. È opportuno che il collare sia dotato di catarifrangente e che si possa sganciare in caso di trazione, in modo da prevenire il soffocamento. Alcuni collari sono dotati di campanellino per avvisare altri animali (soprattutto uccellini) della presenza del gatto, ma alcuni li sconsigliano, ritenendo che possano dare fastidio all’udito del gatto. Anche per i gatti esistono collari medici, come il collare antiparassitario e il collare elisabettiano.

## Cavalli
Per i cavalli da tiro si usa un collare imbottito detto collana, che la finalità di distribuire il carico attorno al collo dell’animale. Anche nel caso dei cavalli si possono usare i collari antiparassitari, impregnati di sostanze insetticide o repellenti per proteggere l’animale da pulci, zecche, mosche e tafani.

## Fauna selvatica
Il radiocollare è un dispositivo che si mette al collo di un animale selvatico per poterlo localizzare o per seguirne gli spostamenti a scopo di studio scientifico.